# Không khí (trong không gian thương mại)
Trong tiếp thị thuật ngữ không khí được sử dụng để mô tả môn thiết kế không gian thương mại. Không khí đã được Philip Kotler đặt ra trong một bài viết năm 1973 trên Tạp chí Bán lẻ.
Kotler lập luận rằng sản phẩm hữu hình chỉ là một phần nhỏ trong tổng gói tiêu thụ. Người mua phản hồi về tổng sản phẩm, bao gồm các dịch vụ, bảo hành, bao bì, quảng cáo, tài chính, đồ dùng, hình ảnh, v.v. Không khí bao gồm ba hình thức nghệ thuật chính quan trọng đối với bán lẻ: kiến trúc: cấu trúc bên ngoài, thiết kế nội thất và thiết kế màn hình cửa sổ. Không khí của một không gian thương mại thực hiện ba chức năng: tạo sự chú ý, thông điệp (giao tiếp) và ảnh hưởng.
Thuật ngữ không khí là một thuật ngữ mượn từ kiến trúc. Không gian được thiết kế để làm cho mọi người cảm thấy một cách nhất định. Điều này là rõ ràng trong thánh đường, truyền cảm hứng cho một cảm giác sợ hãi tâm linh.
Kotler cung cấp hai định nghĩa về không khí. Đó là "thiết kế không gian có ý thức để tạo ra hiệu ứng nhất định ở người mua" hay chính xác hơn là "nỗ lực thiết kế môi trường mua hàng để tạo ra hiệu ứng cảm xúc cụ thể ở người mua giúp nâng cao xác suất mua hàng".
Không khí là một cấu trúc định tính bao gồm bốn trong số các giác quan chính, loại trừ mùi vị. Không khí của một không gian thương mại có thể được phân chia trong bầu không khí dự định: không gian được thiết kế; và bầu không khí nhận thức: nhận thức của người tiêu dùng về không gian đó.
Không khí là một công cụ tiếp thị có liên quan, nơi sản phẩm được mua tiêu thụ và nơi người bán có các tùy chọn thiết kế. Đây thường là những không gian bán lẻ như cửa hàng và nhà hàng, nhưng cũng có thư viện, tòa nhà tôn giáo, tòa nhà dân sự, v.v.
Không khí có liên quan nhiều hơn khi số lượng các cửa hàng cạnh tranh tăng lên và sự khác biệt về sản phẩm hoặc giá cả là nhỏ. Kotler trình bày Không khí như một khái niệm quan trọng trong việc định vị việc cung cấp giá trị. Không khí cũng được coi là phù hợp hơn khi sản phẩm và dịch vụ được nhắm mục tiêu vào các nhóm người mua cụ thể.
Kotler đề xuất một chuỗi nhân quả, kết nối bầu không khí và xác suất mua hàng:
- Chất lượng cảm quan của không gian xung quanh đối tượng mua hàng
- Nhận thức của người mua về phẩm chất cảm giác
- Ảnh hưởng của phẩm chất cảm giác
- Tác động của người mua thông tin sửa đổi và trạng thái tình cảm